# Platja de la Herbosa
La Platja de La Herbosa està al concejo de Valdés, a l'occident del Principat d'Astúries (Espanya) i pertany al poble de Busto. Està a la Costa Occidental d'Astúries, a la franja que rep la catalogació de Paisatge Protegit de la Costa Occidental d'Astúries.

## Descripció
Té una forma gairebé lineal, d'una longitud d'uns 400 m i una amplària mitjana de cinc metres. El seu jaç està format per pedres en la majoria de la superfície i per algunes zones de sorra fosques i de grandària mitjana. No existeix accés per terra, ja que està totalment envoltada de penya-segats i per aquesta raó, el seu grau d'ocupació és gairebé nul.
Per anar-hi a prop cal localitzar el poble de Busto i allà, immediatament abans del cartell informatiu, cal prendre una carretera que es desvia cap a l'esquerra la qual cal seguir durant uns 400 metres i després d'aquests hi ha una pista de terra d'uns 200 m i més endavant una línia de pins. Darrere d'aquests es veu una caseta de fusta. Uns metres més endavant està el penya-segat amb altures d'uns 50 m que envolta la platja els extrems de la qual són la «punta del Águila» a l'oest i la «punta del Cuerno» a l'est.
Prop de la platja hi ha el cap Busto amb el «far de Cap Busto» al cim i molt proper a la platja hi ha un interessant jaciment arqueològic.